# Rinorea subglandulosa
Rinorea subglandulosa är en violväxtart som beskrevs av De Wild.. Rinorea subglandulosa ingår i släktet Rinorea och familjen violväxter. Inga underarter finns listade i Catalogue of Life.